# 川口郵便局 (福島県)
川口郵便局（かわぐちゆうびんきょく）は、福島県大沼郡金山町にある郵便局。民営化前の分類では集配特定郵便局であった。局番号は82053。

## 概要
住所：〒968-8799 福島県大沼郡金山町川口森ノ上508-1
現在の局舎は1987年（昭和62年）3月竣工の2階建てで、JR只見線 会津川口駅・JA会津よつば金山支店との合築となっている。簡易郵便局と無人駅との合築は比較的多いが、当局のような集配局と社員配置駅との合築は珍しい。

## 沿革
- 1879年（明治12年）3月1日 - 川口郵便局（五等）として開設[1]。
- 1885年（明治18年）10月1日 - 貯金取扱を開始。
- 1890年（明治23年）10月16日 - 為替取扱を開始。
- 1973年（昭和48年）11月28日 - 電話交換業務を柳津電報電話局に移管[2]。
- 2007年（平成19年）3月5日 - 横田郵便局から集配業務を移管[3]。
- 2007年（平成19年）10月1日 - 民営化に伴い、併設された郵便事業会津若松支店川口集配センターに一部業務を移管。
- 2012年（平成24年）10月1日 - 日本郵便株式会社発足に伴い、郵便事業会津若松支店川口集配センターを川口郵便局に統合。

## 取扱内容
- 郵便、印紙、ゆうパック、内容証明
- 貯金、為替、振替、振込、国際送金、国債
- 生命保険、バイク自賠責保険
- ゆうちょ銀行ATM
- 大沼郡金山町内の集配業務

## 周辺
金山町の中心部である。
- 会津川口温泉
- 玉梨温泉
- 八町温泉
- フェアリーランドかねやまスキー場
- 奥只見国際スキー場
- 金山町役場
- 金山町立第一中学校
- 金山町立金山小学校
- 福島県立川口高等学校
- 只見川
- 野尻川

## アクセス
- JR只見線 会津川口駅に併設
- 金山町営バス JR会津川口駅前停留所下車
- 国道252号・国道400号沿い
- 駐車場なし